# Малые голландцы

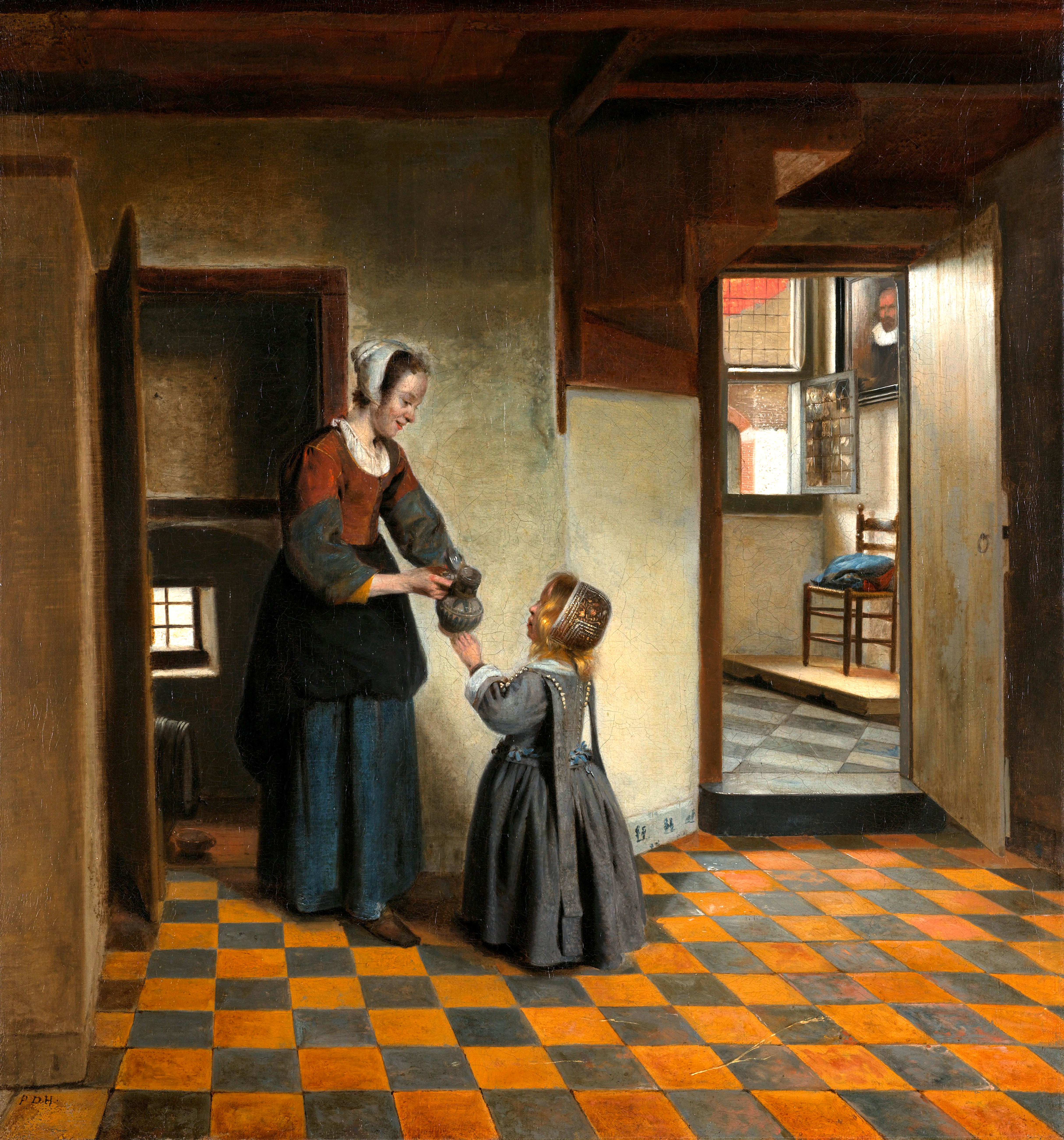
Питер де Хох. Женщина с ребёнком у кладовки. Ок. 1658

Ма́лые голла́ндцы — условное название голландских художников XVII века, писавших небольшие, тщательно отделанные картины. Хотя они не представляли собой единой школы, их произведениям свойственны некоторые общие черты: отточенность техники, ясность композиции, тонкая нюансировка деталей.

## Термин
Термин «малые голландцы» принят преимущественно в российском искусствоведении. Он не носит оценочного характера и никоим образом не характеризует роль и место художников в истории живописи, равно как и масштаб их таланта. Его возникновение объясняется двумя причинами: во-первых, небольшими размерами картин; во-вторых, интересом живописцев XVII века к «малым», камерным сюжетам, преимущественно из повседневной жизни. В сущности, к малым голландцам можно отнести практически всех голландских художников XVII века, за исключением Рембрандта и Халса, создававших в числе прочего и монументальные произведения.

## Исторический контекст
XVII век принято называть Золотым веком Голландии. Небывалого расцвета достигла в этот период и голландская живопись. Этому в первую очередь способствовали два фактора: обретение Республикой Соединённых провинций политической и религиозной независимости, а также её экономическое процветание. Наиболее образованный и влиятельный слой населения — бюргеры — желали видеть Голландию просвещённой страной, в которой активно развиваются наука и искусство, и именно в живописи наиболее ярко выразилось новое мироощущение голландского народа. Картины украшали общественные здания, бюргерские и даже крестьянские дома; были предметом коллекционирования, продавались на ярмарках и у специальных торговцев, а также шли на экспорт и даже использовались как предмет капиталовложения и средство платежа. Всего в это время в Голландии были активны около 2000 художников.

## Жанры
Малые голландцы продолжили традиции мастеров эпохи Возрождения. Сюжеты их картин были преимущественно светскими, хотя и содержали скрытые религиозные и философские символы. Но в целом живопись была приземлённой, «домашней», и стремилась говорить понятным для зрителя языком.
Бо́льшая часть художников имела чрезвычайно узкую специализацию. Это объяснялось необходимостью выдерживать жёсткую конкуренцию среди живописцев: работая исключительно в определённом жанре, было проще достичь в нём достаточно высокого мастерства. Интересно, что ведущее место в голландской живописи заняли жанры, относившиеся в то время к «низшим» — бытовая картина, натюрморт и пейзаж. Голландцы доказали, что большое искусство не обязательно должно черпать темы в Библии или античной мифологии и что окружающая действительность, несмотря на кажущуюся прозаичность и заурядность, таит в себе не менее достойные живописи сюжеты.

### Бытовой жанр

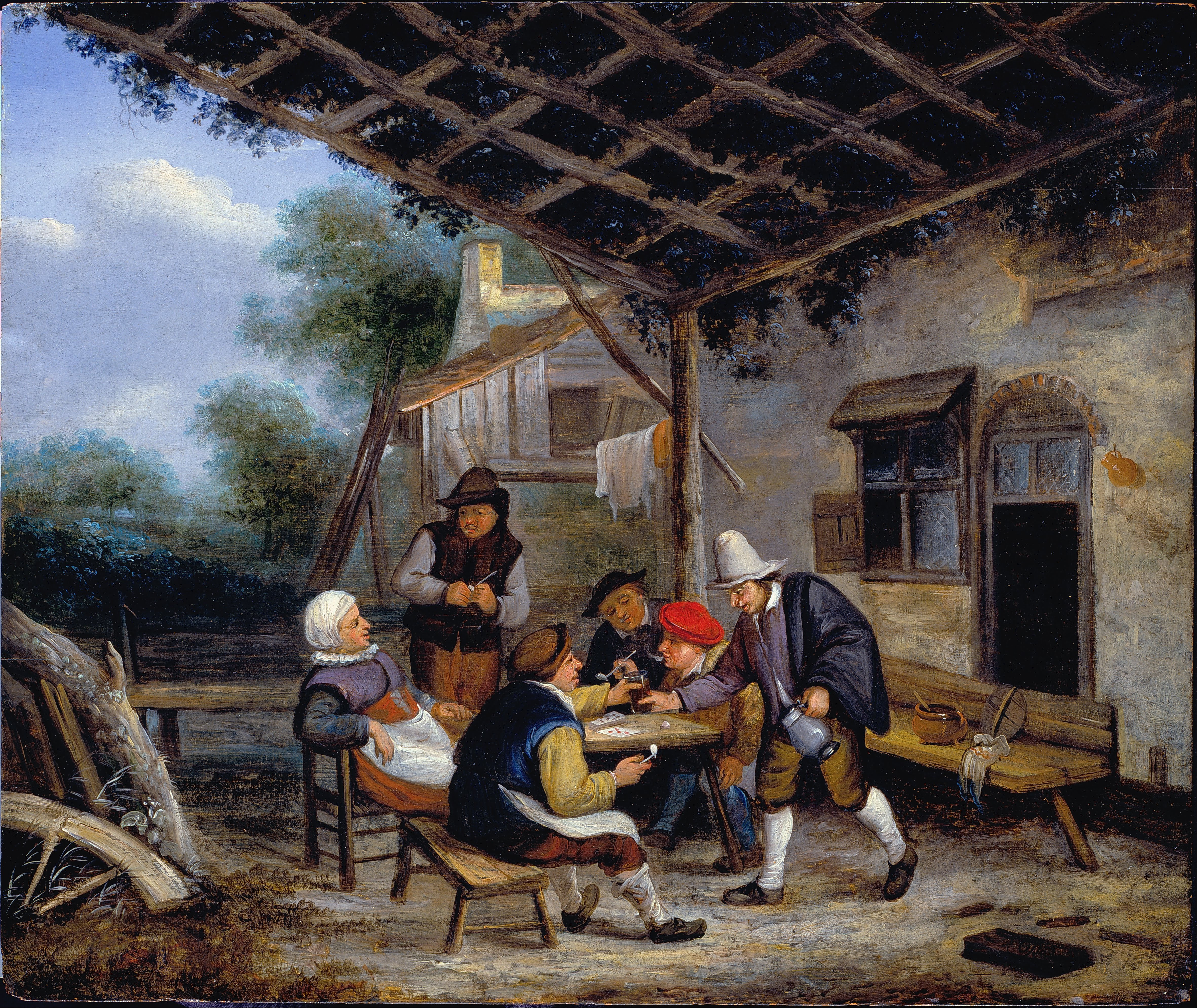
Адриан ван Остаде. Крестьяне за выпивкой. После 1676

Бытовой жанр, прежде считавшийся «низким», приобрёл в Голландии XVII века чрезвычайно широкую популярность. Он изображал сцены из жизни различных слоёв общества: бюргеров, крестьян, военных, врачей, учёных. В бытовом жанре работали Герард Терборх, Габриель Метсю, Питер де Хох, Ян Стен, Адриан ван Остаде, Франц ван Мирис Старший, Паулюс Бор (некоторые искусствоведы считают, что за жанровыми сценами в его картинах скрываются малоизвестные мифологические сюжеты), Эмануэль де Витте и пр.

### Натюрморт

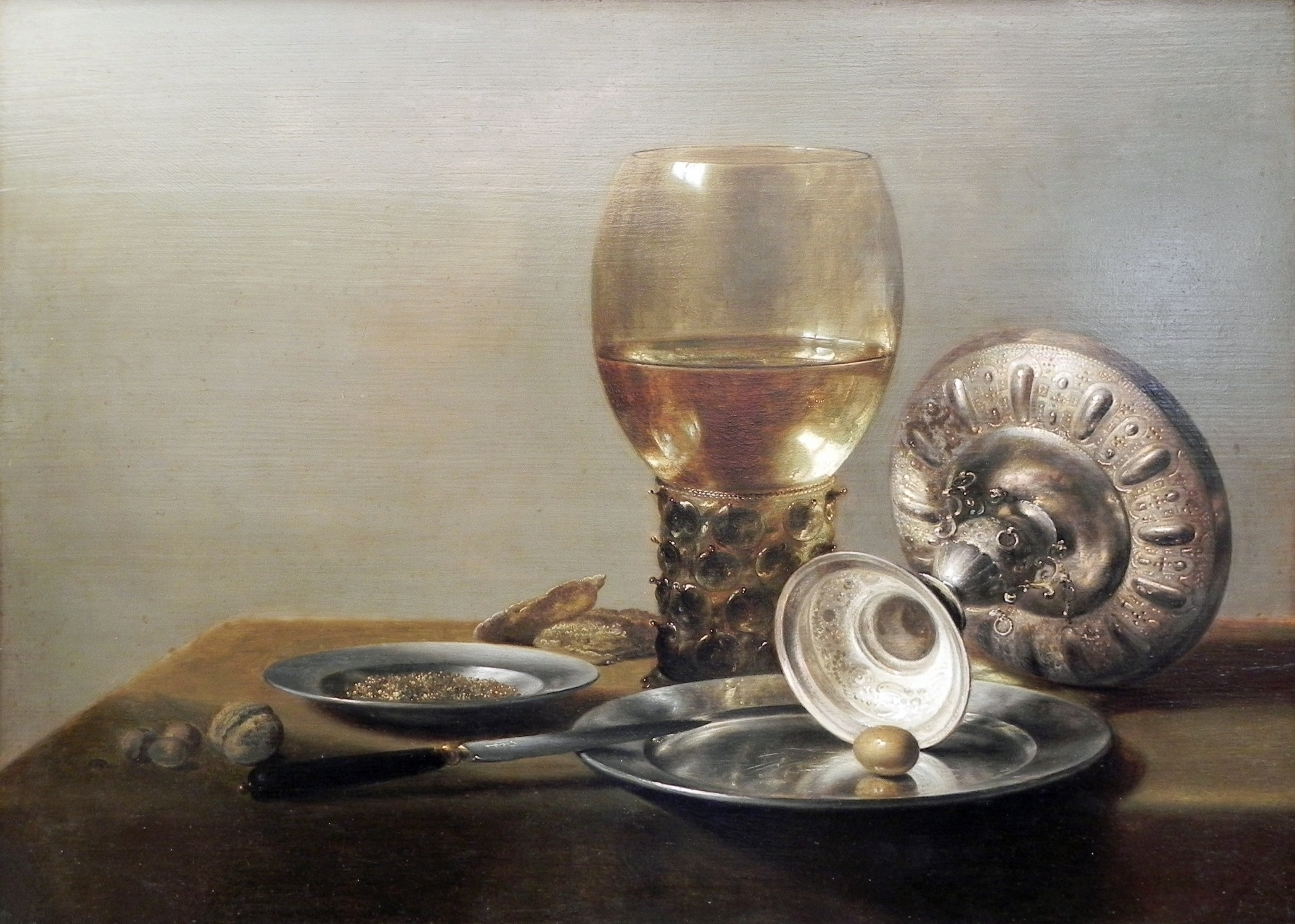
Питер Клас. Натюрморт с рёмером и серебряной таццей. Ок. 1635

Натюрморт в голландской живописи XVII века был представлен множеством разновидностей: «цветочный», «фруктовый», «рыбный», «кухонный», «роскошный», «завтрак», «суета сует» и т. д. Его необычайная популярность объяснялась тем, что этот жанр как нельзя лучше отражал тот культ частного быта, который был присущ голландскому бюргерству. В жанре натюрморта работали такие художники, как Виллем Калф, Виллем Клас Хеда, Питер Клас, А. ван Бейерен, Балтасар ван дер Аст, Ян Давидс де Хем, Ян ван Хёйсум и др.

### Пейзаж

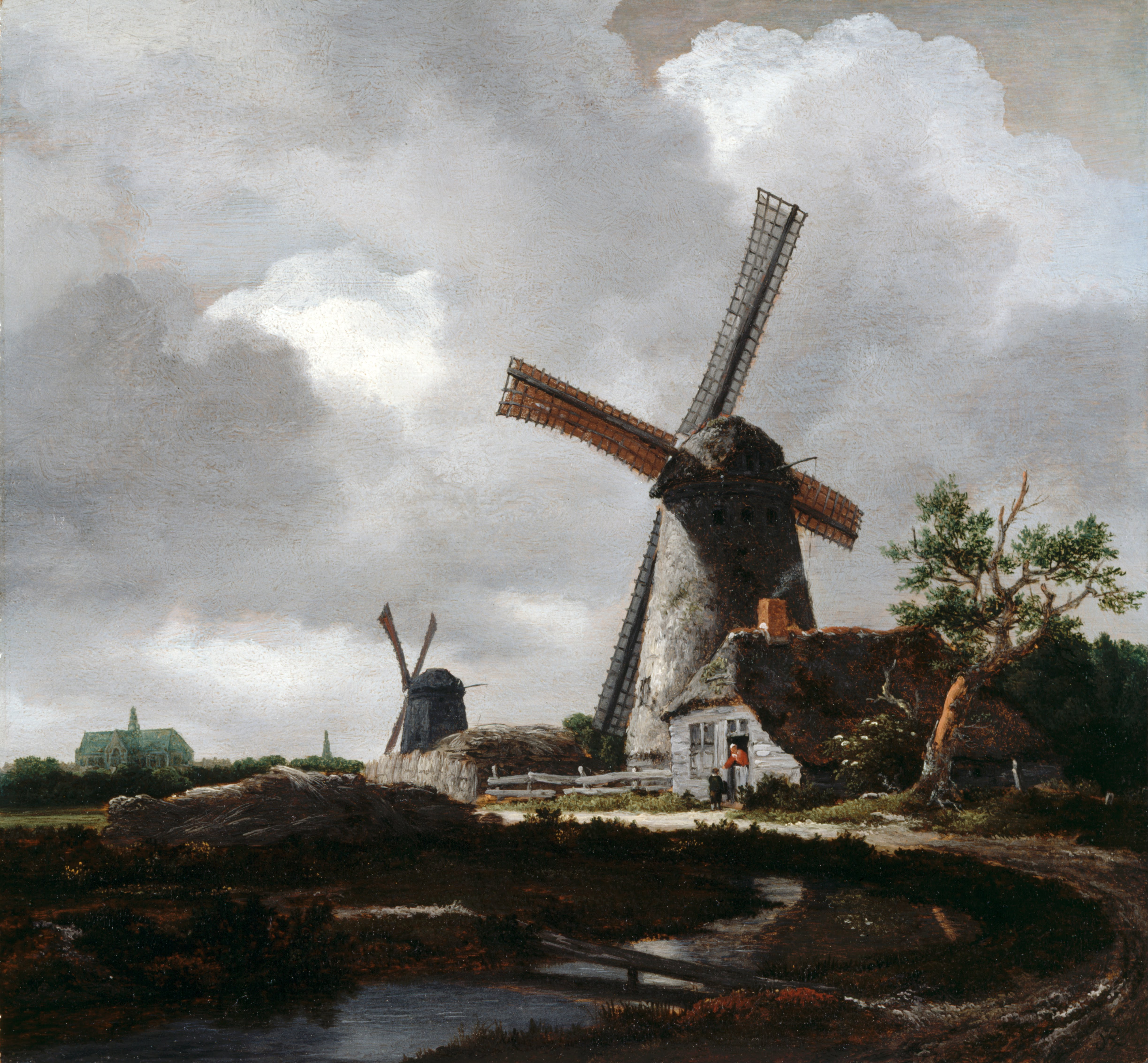
Якоб ван Рёйсдал. Пейзаж с мельницами близ Харлема. Ок. 1650-52

В пейзаже отразилось стремление голландского бюргерства увековечить в искусстве облик родины, родного дома. Среди его многочисленных разновидностей были марины; панорамные, лесные, зимние и городские виды; сцены при лунном свете и ночные пожары. В числе наиболее значительных пейзажистов были Арт ван дер Нер, Якоб ван Рёйсдал, Ян ван Гойен, Мейндерт Хоббема, Адриан ван де Велде, Ян Порселлис, Филипс Конинк, Хендрик Аверкамп.

### Прочее

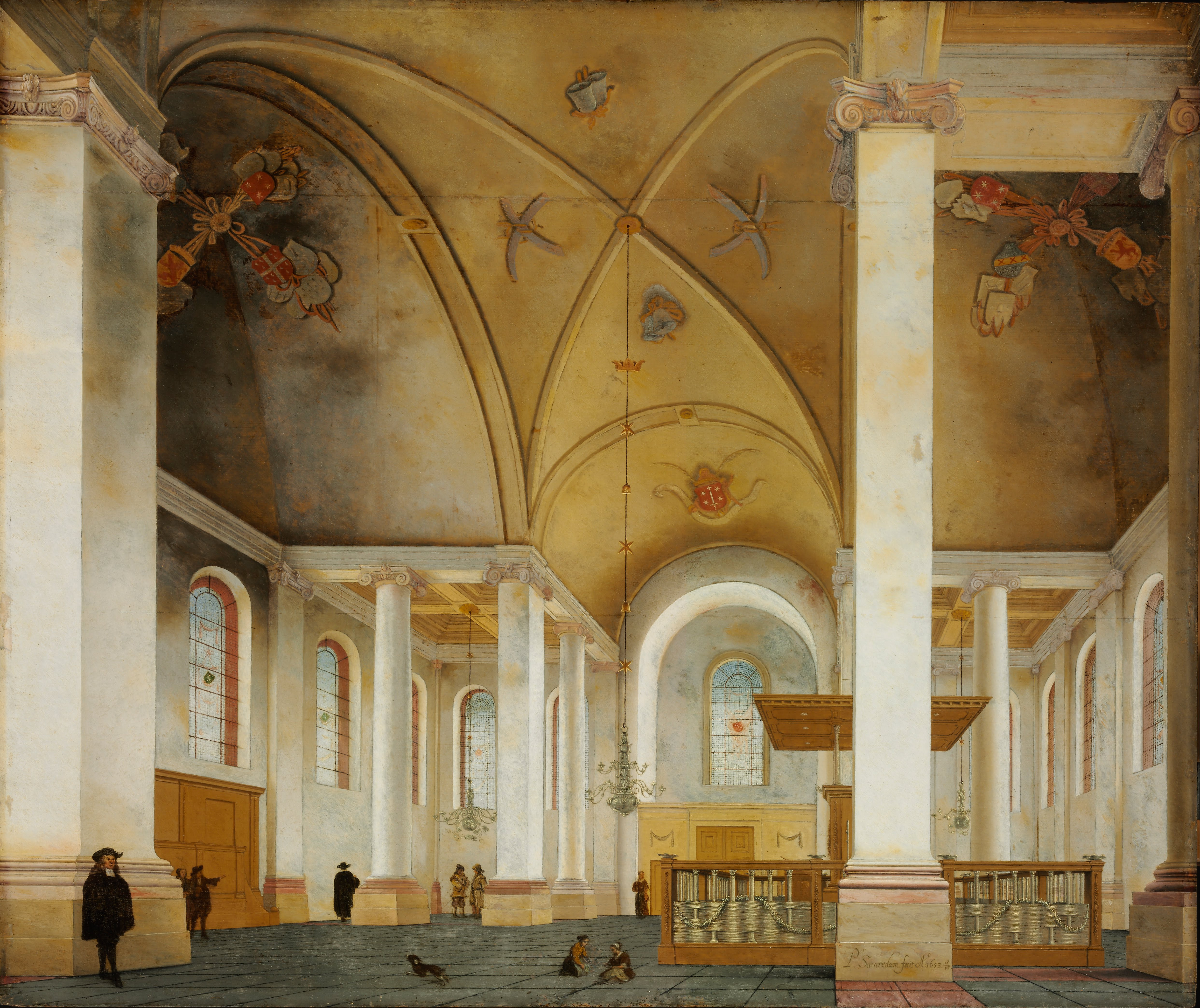
Питер Санредам. Интерьер Ньиве-керк в Харлеме. 1653

Помимо трёх основных жанров, малые голландцы также писали картины в анималистическом жанре (Альберт Кёйп) и батальные сцены (Филипс Вауверман). Отдельным, самостоятельным жанром было изображение церковных, дворцовых и домашних интерьеров (Герард Хаукгест, Хенрик Корнелис ван дер Влит, Питер Санредам, Эмануэль де Витте).

## Стиль
В Голландии XVII века не было принято относиться к картине как к уникальному произведению искусства. Многие из них неоднократно тиражировались для продажи; старые картины обновлялись и переписывались; широко практиковалась совместная работа нескольких художников над одной картиной. Именно поэтому возможно говорить о малых голландцах как о некоем цельном явлении: зачастую в их произведениях важна не столько индивидуальность конкретного художника, сколько общие черты стиля. К их числу относятся обострённое чувство детали наряду с продуманностью и гармоничностью композиции в целом, ювелирная техника исполнения, сдержанность колорита.
Малые голландцы предпочитали простые, обыденные сюжеты, пристально вглядывались в окружавший их предметный мир. В их творчестве окружающие предметы впервые заняли место на картине не в силу присущего им символического смысла, а исключительно из-за своей красоты и живописности. По определению В. Г. Власова, несмотря на прагматичный подход к искусству, живопись малых голландцев «не теряла художественности и даже, напротив, достигала небывалой ранее точности письма, способной передавать тонкие движения души».